# Les Comes (Castellterçol)
Les Comes és una masia del terme municipal de Castellterçol, al Moianès.
Està situada en el sector central del terme, a prop i a llevant de l'extrem nord del nucli vell de Castellterçol. És en el vessant de ponent de la part meridional del Serrat de les Comes, a prop i a l'est del Poliesportiu Municipal.
A les Comes hi ha el camp rústic del Club de Golf Castellterçol.